# William Russel Buck
William Russel Buck, född den 27 december 1950 i Jacksonville, Florida, är en amerikansk bryolog verksam vid New York Botanical Garden.
Auktorsnamnet W.R.Buck kan användas för William Russel Buck i samband med ett vetenskapligt namn inom botaniken; se Wikipediaartiklar som länkar till auktorsnamnet.